# Francis Tolentino

Francis „Tol“ Tolentino (13. Juli 2022)

Francis Ng „Tol“ Tolentino (* 3. Januar 1960 in Guinobatan, Albay) ist ein philippinischer Politiker der Partido Demokratiko Pilipino – Lakas ng Bayan (PDP-Laban), der unter anderem von 1995 bis 2004 Bürgermeister von Tagaytay City sowie zwischen 2010 und 2015 Vorsitzender der Metropolitan Manila Development Authority (MMDA) war und seit 2019 Mitglied des Senats der Philippinen (Senado ng Pilipinas) ist.

## Leben

### Rechtsanwalt, Bürgermeister von Tagaytay City und Brigadegeneral der Reserve
Francis Ng „Tol“ Tolentino wuchs in Tagaytay City auf und begann nach dem Besuch der Lourdes School in Mandaluyong City ein Studium der Philosophie an der Ateneo de Manila University, welches er mit einem Bachelor of Arts (BA Philosophy) beendete. Ein Studium der Rechtswissenschaften an der Juristischen Fakultät (Law School) der Ateneo de Manila University schloss er mit einem Bachelor of Laws (LL.B.) ab. 1984 legte er sein juristische Staatsexamen (Philippine Bar Exam) mit einer Durchschnittsnote von 86,25 Prozent ab und bestand zudem das juristische Staatsexamen im US-Bundesstaat New York. Er absolvierte zudem drei postgraduale Studiengänge der Rechtswissenschaften und erwarb jeweils einen Master of Laws (LL.M.) im Verfassungsrecht (Constitutional Law) an der Juristischen Fakultät (Law School) der University of Michigan, im Internationalen Öffentlichen Recht ( Public International Law) an der Universität London sowie im Gesellschaftsrecht (Corporation Law) an der Law School der Columbia University. Er war als Officer in Charge von 1986 bis 1987 allgemeiner Vertreter der Stadtverwaltung von Tagaytay City und nahm nach seiner anwaltlichen Zulassung eine Tätigkeit als Rechtsanwalt auf. Am 30. Juni 1995 wurde er als Parteiloser erstmals Bürgermeister von Tagaytay City und bekleidete dieses Amt nach seinen Wiederwahlen 1998 und 2001 bis zur Höchstgrenze von drei aufeinander folgenden Legislaturperioden von jeweils drei Jahren bis zum 30. Juni 2004, woraufhin sein jüngerer Bruder Abraham Tolentino (* 1964), ein späterer Abgeordneter des Repräsentantenhauses (Mababang Kapulungan ng Kongreso) und jetziger Präsident des Philippine Olympic Committee seine Nachfolge antrat. Während dieser Zeit wurde er 2001 auch Präsident des Städtebundes (League of Cities of the Philippines).
Neben seiner anwaltlichen und politischen Tätigkeit war er auch Offizier des Heeres der Streitkräfte der Philippinen und erwarb als Sechtsbester von 55 Absolventen eines Studiengangs für Nationale Sicherheitsverwaltung einen Master on National Security Administration (MNSA) an der National Defense College of the Philippines (NDC). Aufgrund seiner Verdienste wurde er 2000 Philippine Army Officer of the Year sowie 2001 Reserveoffizier des Jahres und wurde zuletzt zum Brigadegeneral (Brigadier General) der Reserve befördert.

### MMDA-Vorsitzender und Senator

Tolentino war zwischen 2010 und 2015 Vorsitzender der Metropolitan Manila Development Authority (MMDA).

Am 27. Juli 2010 wurde „Tol“ Tolentino von Präsident Benigno Aquino III. als Nachfolger von Oscar Inocentes neuer Vorsitzender der Metropolitan Manila Development Authority (MMDA), eine Regierungsbehörde der Philippinen, die für die Region Metro Manila Planungs-, Überwachungs- und Koordinierungsfunktionen übernimmt und dabei Regulierungs- und Aufsichtsbefugnisse über die Erbringung von Diensten in Metro Manila ausübt. Er verblieb in diesem Amt bis zum 7. Oktober 2015 und wurde daraufhin von Emerson Carlos abgelöst. Am 11. Juli 2017 berief ihn Präsident Rodrigo Duterte als Nachfolger von Ronald Llamas zu dessen politischen Berater und bekleidete dieses Amt bis zum 17. Oktober 2018, woraufhin Jacinto Paras ihn ablöste.

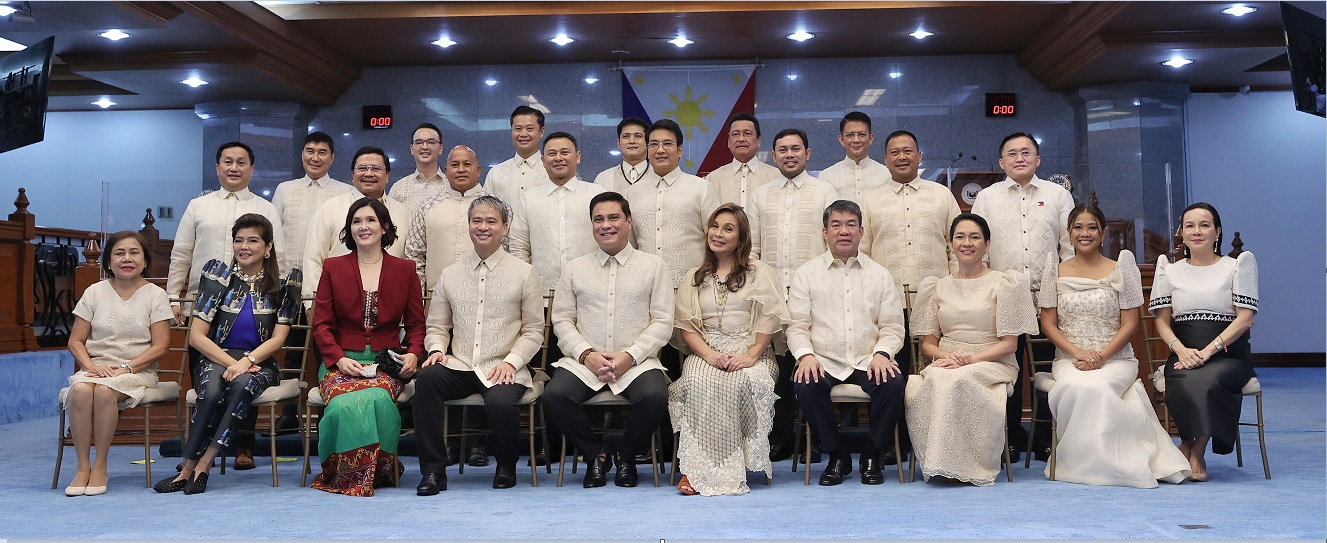
„Tol“ Tolentino (stehend, 1.v.l.) auf dem offiziellen Foto der Senatsmitglieder (25. Juli 2022).

Bei der Senatswahl am 13. Mai 2019 wurde Tolentino für die PDP-Laban mit dem neuntbesten Ergebnis (15.510.026 Stimmen, 32,79 Prozent) der zwölf zu vergebenen Sitze erstmals zum Mitglied des Senats gewählt. Während der 18. Legislaturperiode (2019 bis 2022) war er als Nachfolger von Joseph Victor Ejercito zwischen dem 22. Juli 2019 und seiner Ablösung durch Joseph Victor Ejercito am 30. Juni 2022 Vorsitzender des Ausschusses für Stadtplanung, Wohnen und Neuansiedlung (Urban Planning, Housing, and Resettlement Committee). Zugleich wurde er am 22. Juli 2019 als Nachfolger von „Sonny“ Angara Vorsitzender des Ausschusses für Kommunalverwaltung (Local Government Committee) und bekleidete diese Funktion bis zum 30. Juni 2022, woraufhin er auch dieses Mal von Joseph Victor Ejercito abgelöst wurde. Er war zudem stellvertretender Vorsitzender des Auswärtigen Ausschusses. In der 19. Legislaturperiode ist er ferner als Nachfolger von Dick Gordon seit dem 25. Juli 2022 Vorsitzender des sogenannten „Senate Blue Ribbon Committee“, das für die Rechenschaftspflicht von Beamten und Ermittlungen (Committee on Accountability of Public Officers and Investigations) zuständig ist, und übernahm außerdem von Dick Gordon am 25. Juli 2022 den Posten als Vorsitzender des Ausschusses für Justiz und Menschenrechte (Justice and Human Rights Committee). Darüber hinaus ist er Vorsitzender des Sonderausschusses für See- und Admiralitätszonen (Sepcial Committee on Philippine Maritime and Admiralty Zones).
Francis Ng „Tol“ Tolentino ist Vater von drei Kindern.

## Veröffentlichungen
- Philippine Cities Creation (1999)
- Soul of Freedom (2006)
- The Precautionary Principle. Closing the Gap Between International Trade Organization and Biotechnology (2009)
- An Environmental Writ. The Philippine’s Avatar (2010)
- Metro Manila Skybridge. Link… Dream… Tomorrow (2012)
- Metro Rotundas. A Measure of Simplicity (2012)
- Civil Will. His Own Words (2014, Neuauflage 2018)
- Pandemic Handbook for Philippine Local Governments (2020)
- Across the Oceans. United States and Philippine Overseas Voting Laws (2021)